# Klooster Prohor Pčinjski

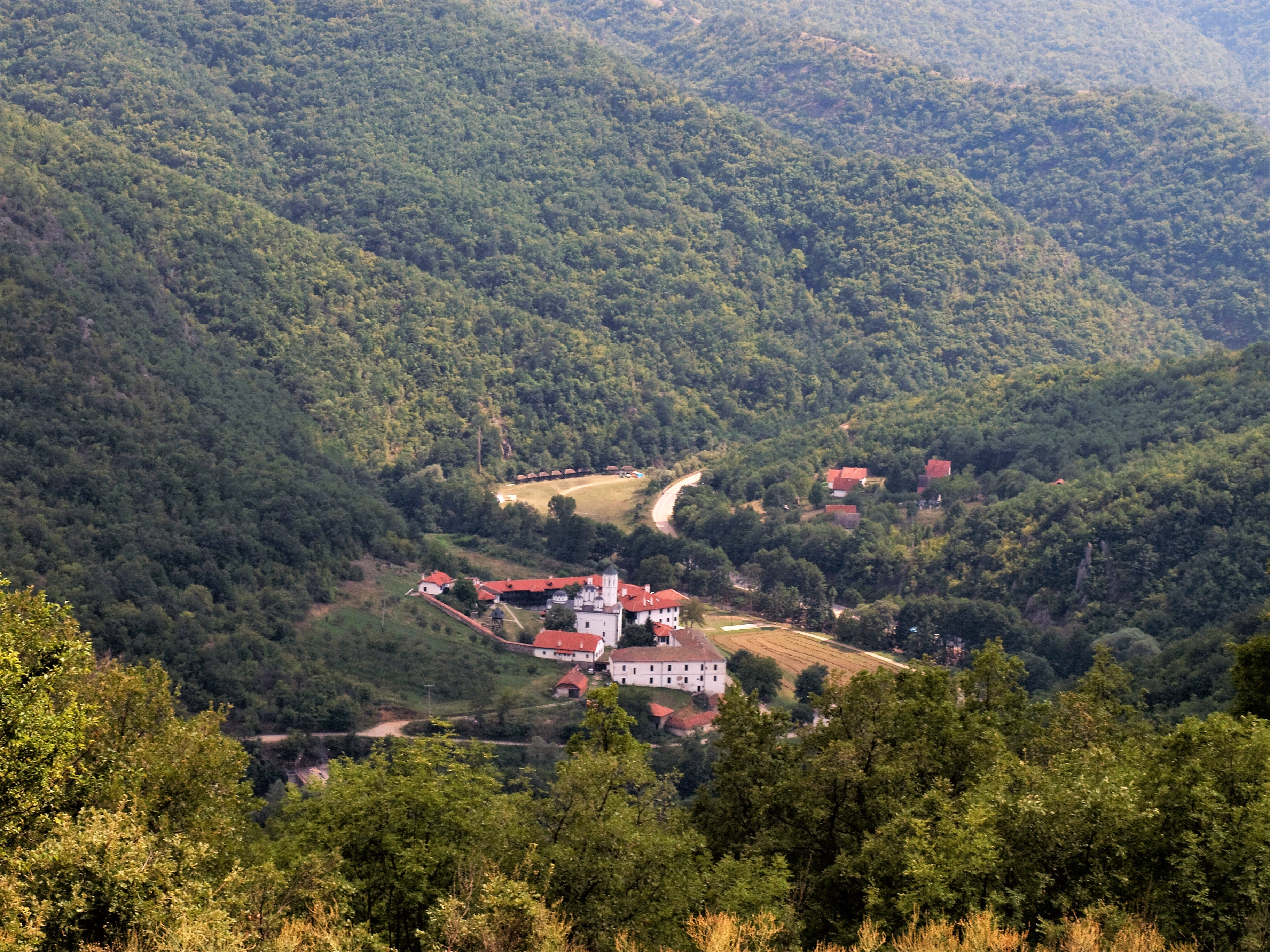
Het klooster van het noorden

Het Klooster Prohor Pčinjski (Servisch: Прохор Пчињски) is een Servisch-orthodox klooster. Het ligt in het district Pčinja, in Zuid-Servië. Volgens traditie werd het klooster in de 11e eeuw gesticht door keizer Romanos IV Diogenes van het Byzantijnse Rijk, ter ere van de heilige Prochorus, die voorspelde dat Romanos keizer zou worden. In het klooster bevindt zich een theologische school waar onder andere iconografie wordt geleerd.
De eerste sessie van ASNOM (De Anti-Fascistische Vergadering voor de Nationale Liberatie van Macedonië) werd op 2 augustus, 1944 in Prohor Pčinjski gehouden.